# Liga ASOBAL de 1992–93
A Liga ASOBAL de 1992–93 foi a terceira edição da Liga ASOBAL como primeira divisão do handebol espanhol. Com 16 equipes participantes o campeão foi o CB Cantabria.